# Païsij Velyčkovs'kyj
Païsij Velyčkovs'kyj (in ucraino Паїсій Величковський?; Poltava, 1722 – Târgu Neamț, 15 novembre 1794) è stato un monaco cristiano ucraino.

## Biografia
Era figlio di un pope e membro di una famiglia numerosa. Con buone attitudini per lo studio venne inviato all'accademia ecclesiastica di Kiev. Dopo qualche anno abbandonò tuttavia la scuola, deluso dai metodi di insegnamento. Visse in seguito presso vari monasteri alla ricerca di una guida e si fece monaco con il nome di Platone. Passò in Romania dove molti monaci russi e ucraini si erano rifugiati per sfuggire le leggi antimonastiche dello zar Pietro I. Qui trovò un insegnamento conforme alle sue attese. Abbandonò tuttavia questa comunità in quanto voleva farlo sacerdote prima del compimento dei trent'anni, in opposizione alle prescrizioni del canone del Concilio in Trullo del 691-692.
Si recò quindi alla Santa Montagna (Monte Athos) dove visse da eremita, presso il monastero di Pantocrator. Questo periodo fu molto duro e il sant'uomo dovette combattere contro lo scoraggiamento. Più tardi ritrovò un vecchio monaco che aveva conosciuto in Moldavia che gli pose la tonsura con il nome di Païsij Païssios. Da questo momento visse in comunità con altri monaci, ne 1758 venne nominato dai suoi compagni come capo di questa comunità installandosi presso la skita del profeta Elia. Questa comunità tentò di ridare vita al monastero di Simonos Petra. Dopo ostacoli incontrati con l'amministrazione turca la comunità decise nel 1763 di abbandonare la penisola e di portarsi in Romania.
Ben accolti in Moldavia dal vescovo, i monaci si installarono a Dragomirna, praticando un'intensa vita di preghiera in esicasmo: era la prima volta che un gruppo cenobitico praticava questo tipo di preghiera, che in seguito si diffuse nei monasteri ortodossi.
La comunità composta da monaci slavi e rumeni utilizzava le due lingue, sia nei riti sia nell'insegnamento. Essi si dedicarono con passione allo studio ma anche alla traduzione dal greco in russo e rumeno di vari testi della tradizione monastica, in particolare della Filocalia.
Nel 1774 la comunità dovette abbandonare Dragomirna per Secu e nel 1779 si dovette dividere occupando anche il monastero di Neamț. Le due comunità raggiunsero presto il numero di 700 monaci a Neamț e di 300 a Secu.